# Ungarn-Salbei
Der Ungarn-Salbei (Salvia aethiopis), auch Ungarischer Salbei oder Mohren-Salbei genannt, ist eine Pflanzenart aus der Gattung Salbei (Salvia) innerhalb der Familie der Lippenblütler (Lamiaceae). Sie ist von Südwesteuropa bis Zentralasien verbreitet.

## Beschreibung

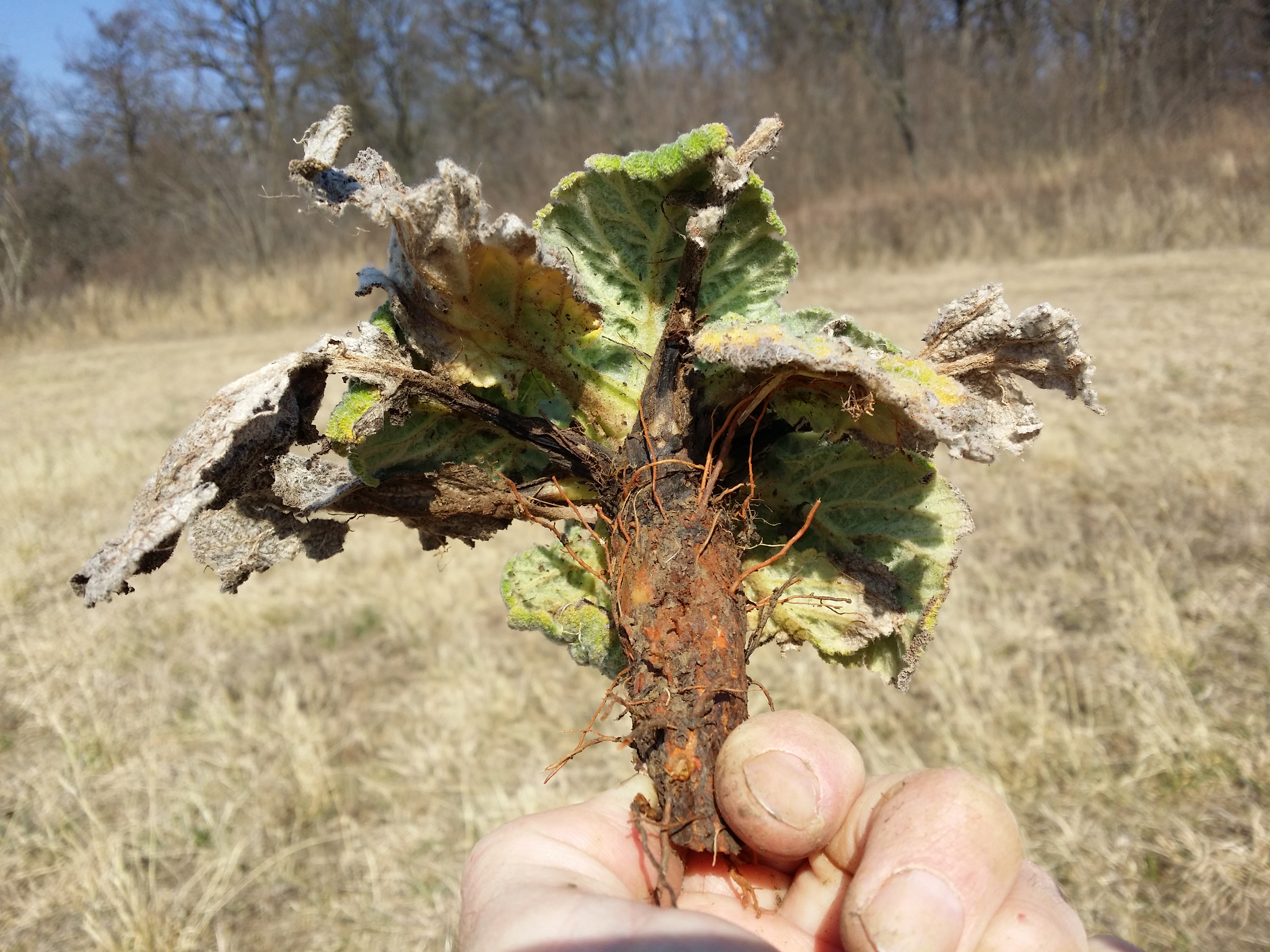
Pfahlwurzel

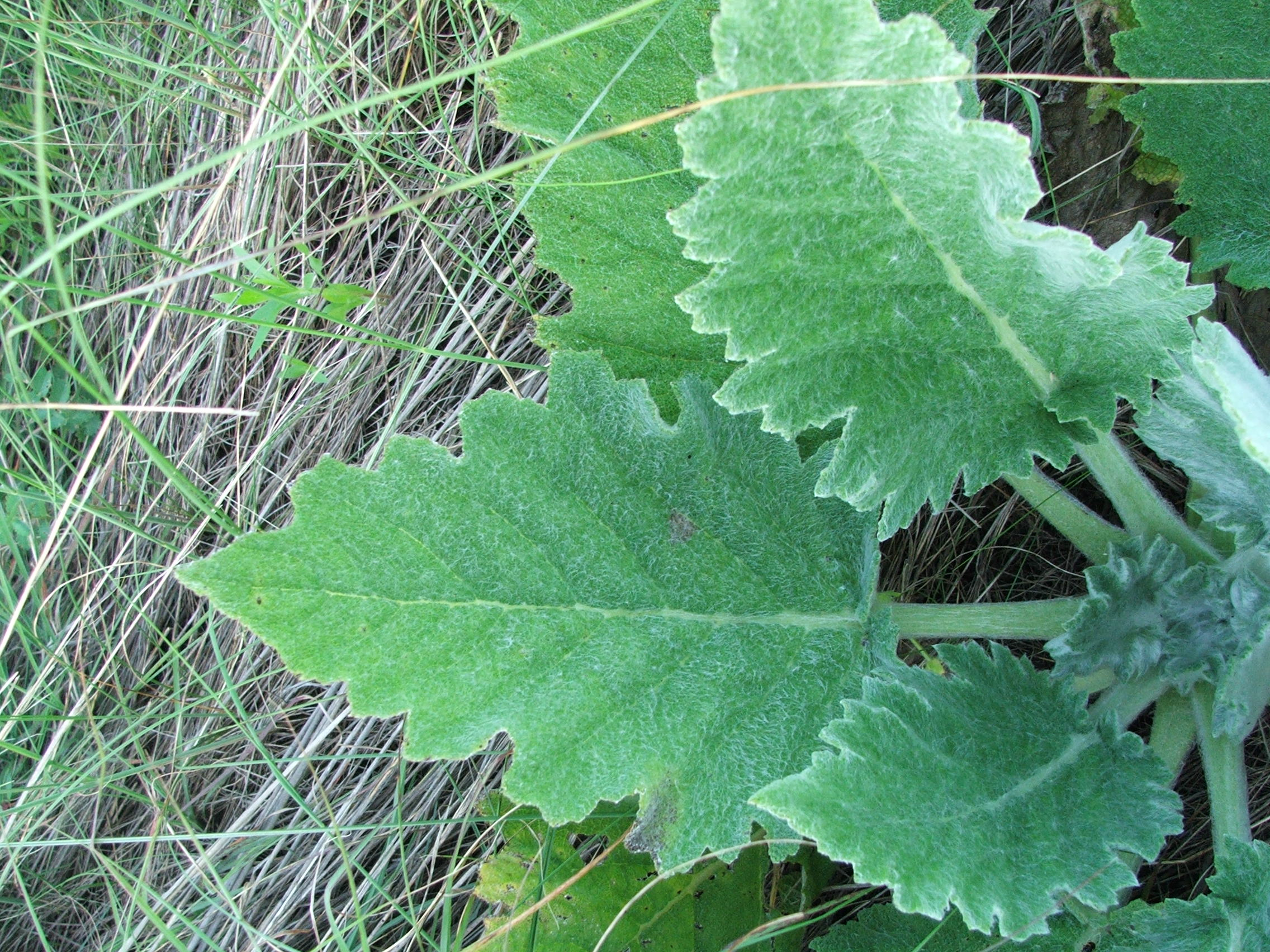
Gestielte Laubblätter

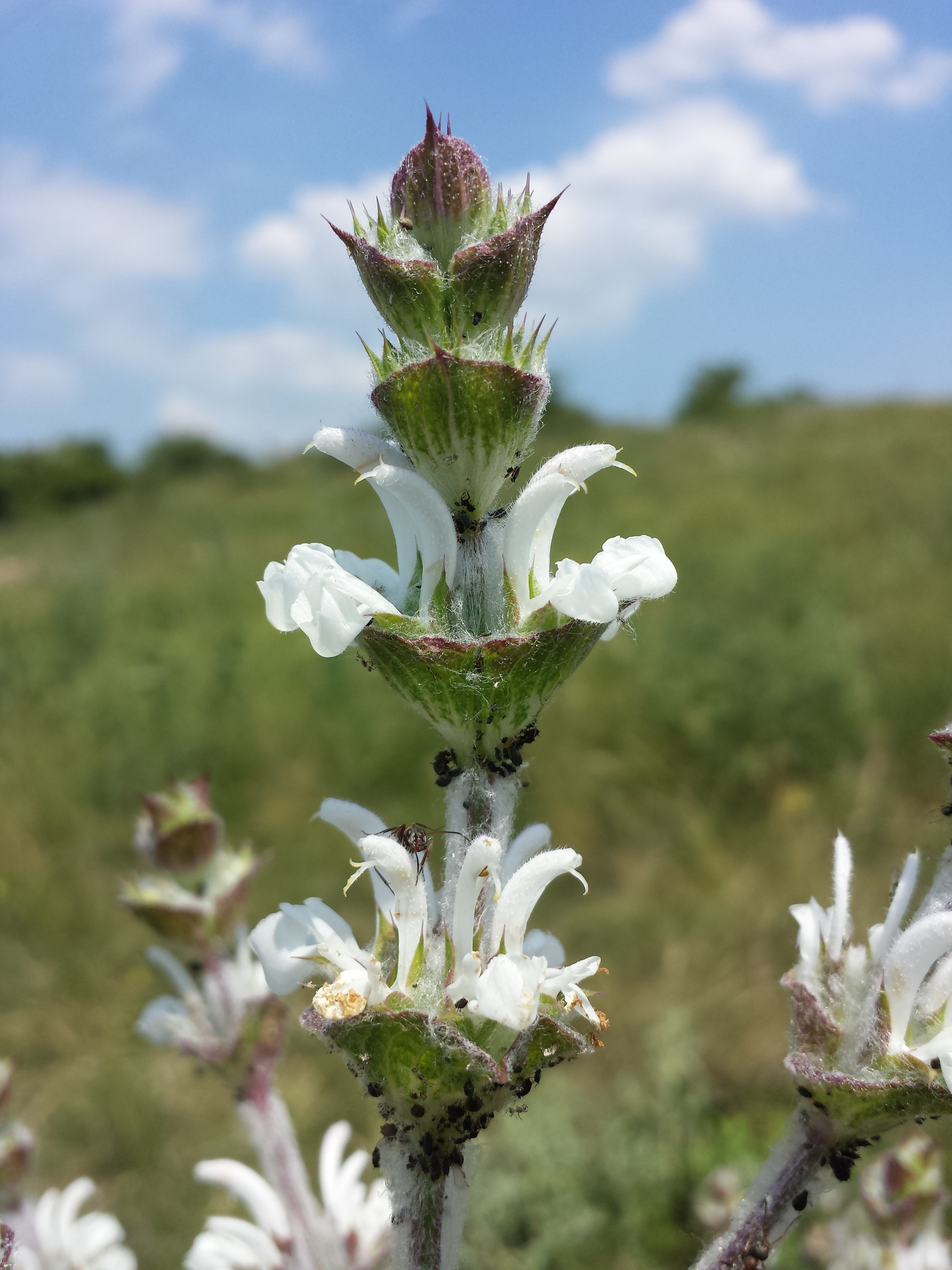
Blütenstand

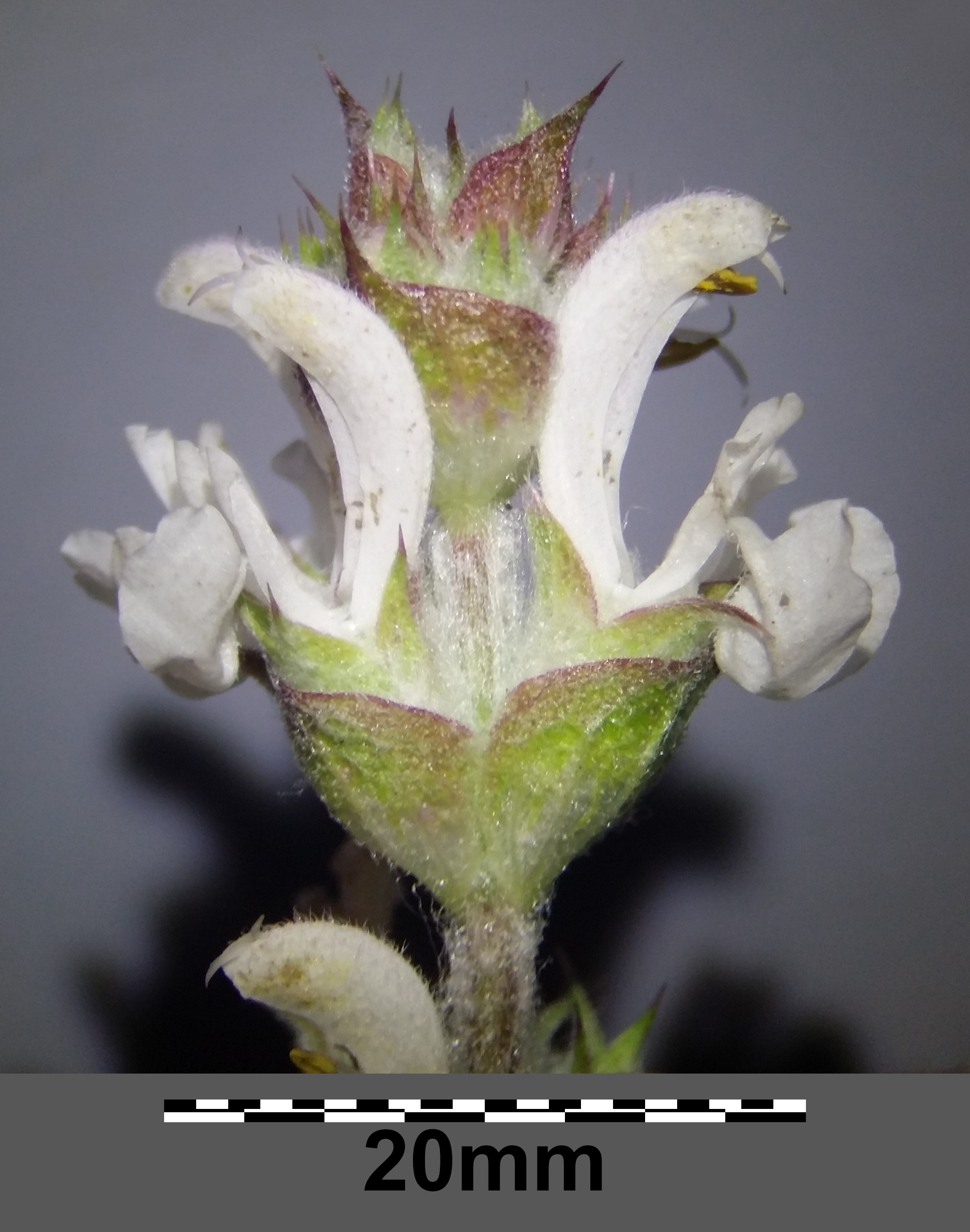
Scheinquirl mit zygomorphen Blüten

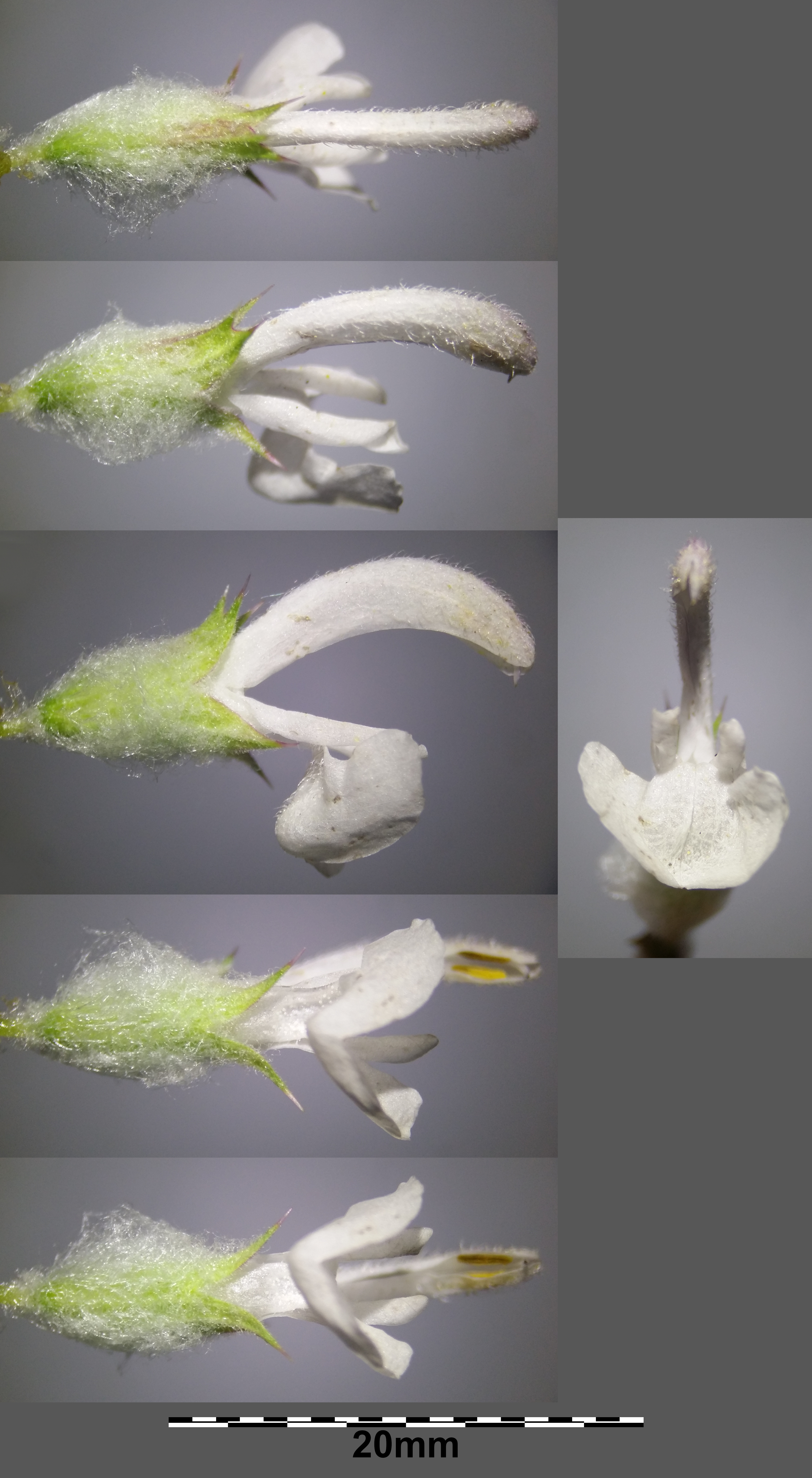
Zygomorphe Blüte im Detail aus verschiedenen Blickrichtungen

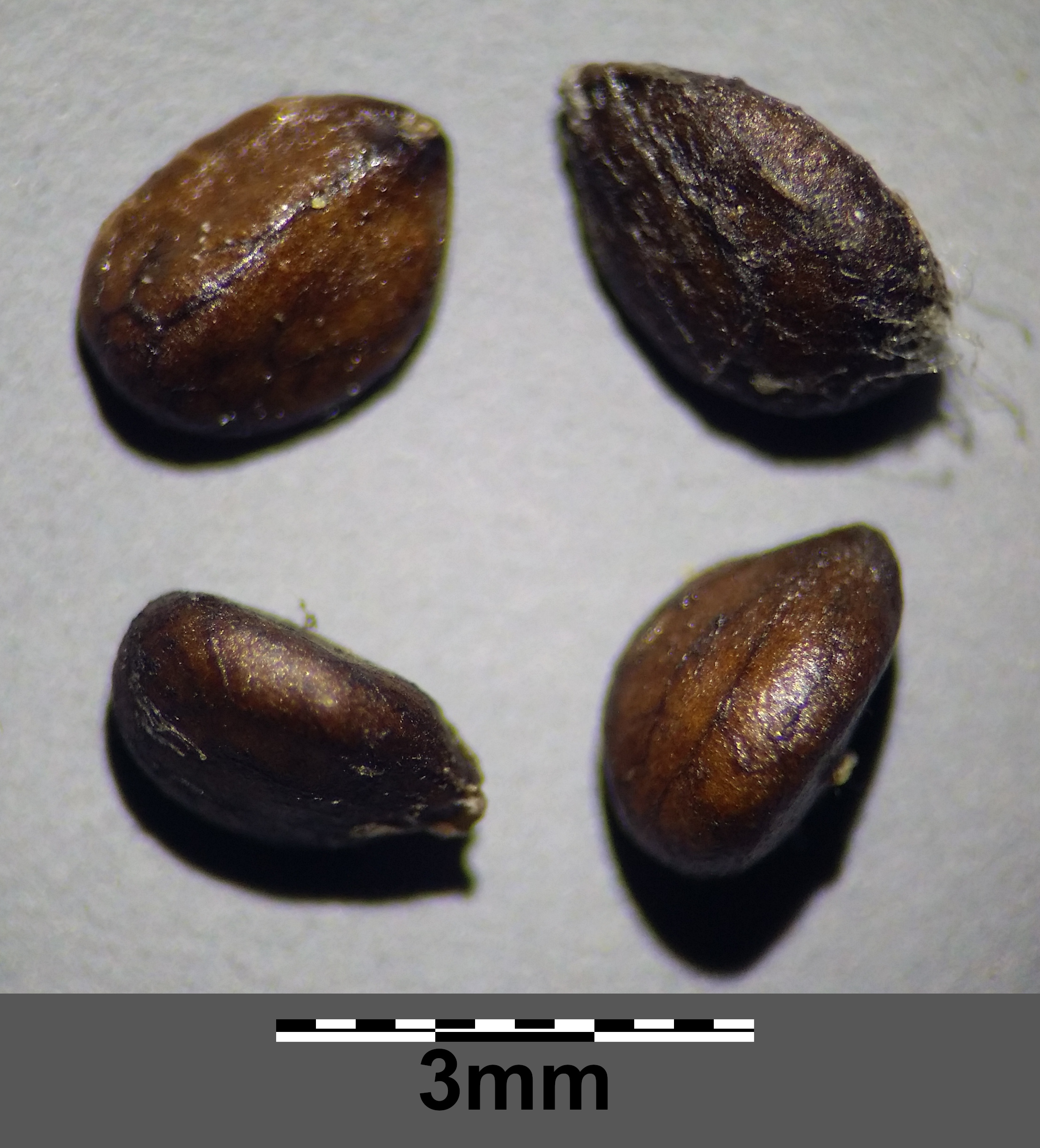
Klausen

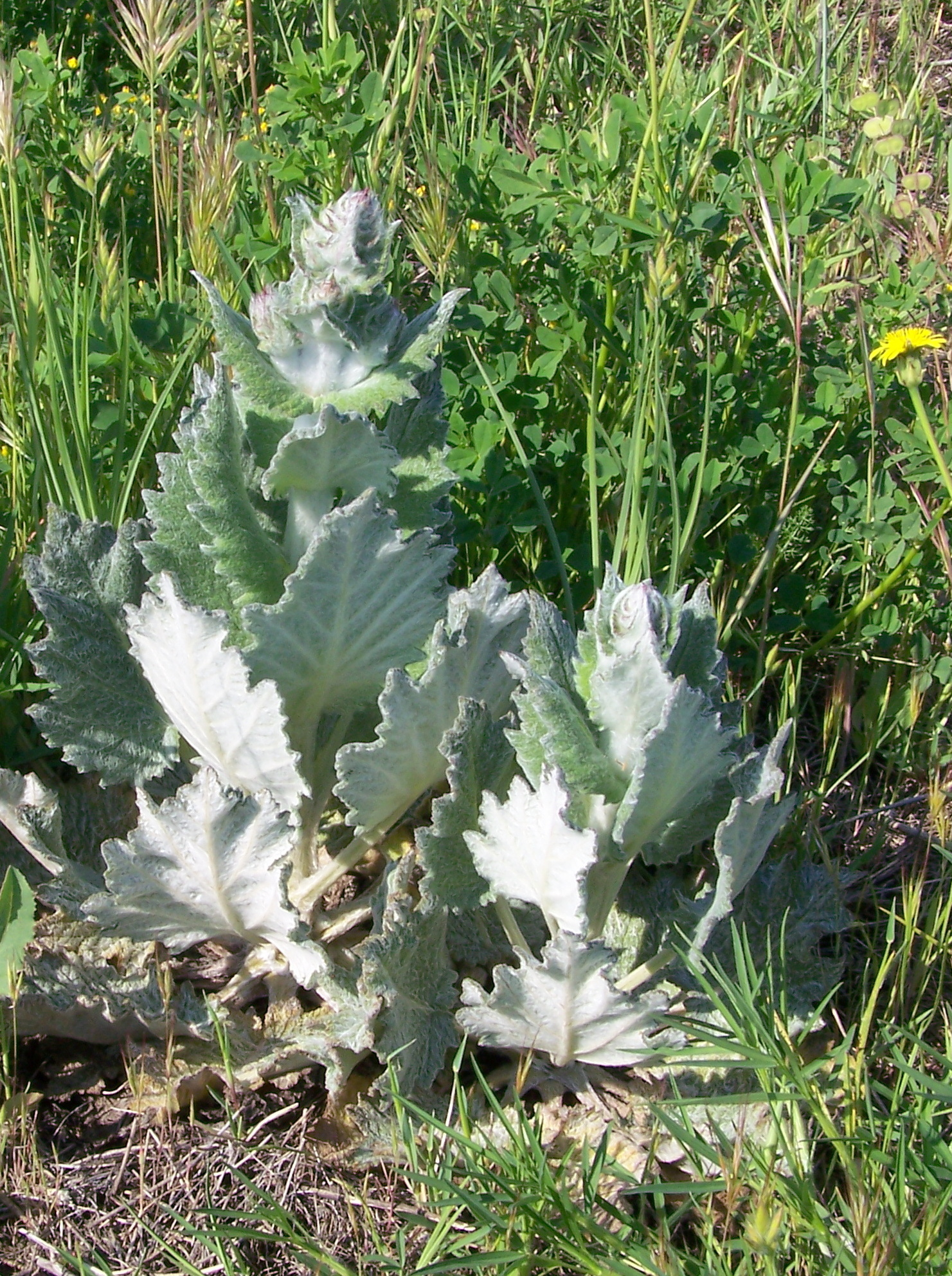
Habitus und Laubblätter mit dem Indument

### Vegetative Merkmale
Der Ungarn-Salbei wächst als zweijährige bis ausdauernde krautige Pflanze und erreicht Wuchshöhen von meist 25 bis 60 (20 bis 100) Zentimetern. Er entwickelt eine kräftige verholzende Pfahlwurzel. Der aufrechte, kräftige, vierkantige Stängel ist im Blütenstandsbereich stark rispig verzweigt. Die oberirdischen Pflanzenteile sind mit Sternhaaren locker weiß wollig bis spinnwebig behaart und drüsig, aber nicht klebrig; sie riechen aromatisch.
Die Laubblätter sind hauptsächlich in grundständigen Blattrosetten und nur ein bis zwei Paare gegenständig am Stängel angeordnet. Der Blattstiel der Grundblätter ist mit einer Länge von 2 bis 5, selten bis zu 7 oder bis zu 10 Zentimetern relativ lang und dicht wollig und drüsig behaart. Die einfache, weiß oder grau wollig und drüsig behaarte Blattspreite ist bei einer Länge von meist 10 bis 25 (5 bis 30) Zentimetern sowie einer Breite von 2 bis 12, selten bis zu 15 Zentimetern eiförmig bis eiförmig-länglich oder elliptisch-rhombisch, breit-lanzettlich bis dreieckig mit spitzem bis gerundetem oberen Ende. Die Spreitenbasis ist herzförmig bis keilförmig und der Blattrand sehr unregelmäßig gekerbt oder grob ausgefressen gezähnt. Die Blattfläche ist stark netzig-runzelig. Die Stängelblätter sind den Grundblättern ähnlich, aber kleiner und nur kurz gestielt.

### Generative Merkmale
Die Blühzeit reicht von Juni bis August; auf der Iberischen Halbinsel schon ab Mai. Blühende Pflanzenexemplare sind nur im oberen Bereich verzweigt und bilden einen breit ausladenden, fast pyramidalen, bis zu 45 Zentimeter langen Blütenstand. Im rispigen Gesamtblütenstand sind die Scheinquirle locker angeordnet. Jeder Scheinquirl enthält dicht angeordnet sechs bis acht, selten bis zehn Blüten. Die haltbaren, wollig behaarten, grünen bis grün-weißlichen Tragblätter der Scheinquirle sind krautig und wenigstens die oberen besitzen einen häutigen und roten bis violetten Rand. Die Tragblätter sind mit einer Länge von 10–15, selten bis zu 25 Millimetern höchstens so lang wie der Kelch, deutlich kürzer als die Blütenkrone, sowie einer Breite von 8 bis 16, bis zu 24 Millimetern verkehrt-eiförmig und enden in einer dornigen Spitze. Der Blütenstiel ist 2 bis 4 Millimeter lang.
Die zwittrigen Blüten sind bei einer Länge von 1,4 bis 2 Zentimetern zygomorph und fünfzählig mit doppelter Blütenhülle. Die fünf lederigen, grün-weißlichen, manchmal rot-purpurfarbenen überlaufenen Kelchblätter sind röhrig-glockig verwachsen. Der sehr dicht weiß wollig und drüsig behaarte Kelch ist 13-nervig und während der Anthese 10 bis 12 Millimeter lang und zweilippig, wobei die Oberlippe länger ist als die Unterlippe. Die Kelchröhre ist 13 bis 15 Millimeter lang. Die Kelchoberlippe ist etwas aufwärts gebogen und endet in zwei bei einer Länge von 2 bis 5 Millimetern längeren Seitenkelchzähnen und einen etwas kürzeren bis sehr kurzen mittleren Kelchzahn. Die Kelchunterlippe ist tief in zwei Kelchzähne geteilt, die bei einer Länge von 5 bis 8 Millimetern lanzettlich mit stachelpitzigem oberen Ende sind. Die fünf ungleichen, mehr oder weniger spreizenden Kelchzähne sind lanzettlich, oft violett, stechend begrannt. Die fünf 10 bis 15 Millimeter langen Kronblätter sind verwachsen. Die Krone ist weißlich oder weißlich-rosafarben und nur auf dem Rücken kurz behaart. Die 10 bis 20 Millimeter lange, gerade Kronröhre überragt den Blütenkelch. Sie hat innen ein Haarbüschel. Die Kron-Oberlippe ist schwach gekrümmt und kurz zweilappig. Die Kronunterlippe ist dreilappig mit einem breiten, tief ausgerandeten und herabgeschlagenen Mittellappen. Es sind nur zwei freie, fertile Staubblätter vorhanden; sie sind am Kronschlund inseriert. Um die kahlen Staubfäden herum sind Trichome vorhanden. Der Diskus ist relativ dick. Der Fruchtknoten ist tief zweilappig. Der nahe der Basis des Fruchtknotens inserierte, dünne Griffel ist gebogen und endet in einer meist ungleich zweigabeligen Narbe. Staubblätter und Griffel überragen die Blütenkrone.
Der haltbare Kelch ist während der Fruchtreife bis zu 16 Millimeter lang und umhüllt die Klausenfrucht. Die glänzend dunkel-braunen bis kastanien-brauen Klausen sind bei einer Länge von 1,7 bis 3 Millimetern und einem Durchmesser von 1,5 bis 2 Millimetern breit-verkehrt-eiförmig und schwach dreikantig.

### Chromosomensatz
Die Chromosomenzahl beträgt x = 11 oder 22; es liegt Diploidie mit einer Chromosomenzahl von 2n = 22 oder 24 vor.

## Ökologie
Beim Ungarn-Salbei handelt es sich um einen biennen oder plurienn-pollakanthen, mesomorphen, Hemikryptophyten.
Blütenökologisch handelt es sich um Eigentliche Lippenblumen. Die Bestäubung erfolgt meist durch Insekten, vermutlich Hymenopteren. Es liegt Selbstkompatibilität vor; Selbstbefruchtung führt erfolgreich zum Samenansatz.
Die Bruchfrucht zerfällt in vier stets einsamige, geschlossen bleibende Teilfrüchte, hier Klausen genannt. Die Klausen sind die Diasporen. Es erfolgt Klett- und Klebausbreitung der Diasporen auf der Oberfläche von Tieren (Epichorie). Ein Pflanzenexemplar produziert 50000 bis 100000 Diasporen und das ganzen Exemplar mit reifen Früchten kann abbrechen und wird als ganzes mit dem Wind ausgebreitet.

## Vorkommen
Salvia aethiopis ist von Südosteuropa über Südwestasien bis Zentralasien verbreitet. Fundortangaben gibt es für Portugal, Spanien, Andorra, Frankreich, Monaco, Italien, Österreich, Ungarn, die ehemalige Tschechoslowakei, das ehemalige Jugoslawien, Bulgarien, Rumänien, Griechenland, Zypern, die Türkei, Kaukasien, die Ukraine sowie die Krim und Transkaukasien, den Iran, Kasachstan, Kirgisistan, Turkmenistan sowie Usbekistan. Salvia aethiopis ist in Mitteleuropa und den USA stellenweise ein Neophyt.
Salvia aethiopis kommt in Österreich nur im pannonischen Gebiet von Burgenland, Wien bis Niederösterreich nur selten vor.
Salvia aethiopis wächst auf Xerothermrasen und Ruderalstellen, oft auf mäßig trockenen Böden an warmen Standorten. Sie kommt in Pflanzengesellschaften der Ordnung Sisymbrietalia vor. Sie auf der Iberischen Halbinsel in Höhenlagen von 500 bis 1400 Metern.
In einigen Ländern, beispielsweise USA gilt Salvia aethiopis als invasive Pflanzenart und Art, deren Ausbreitung begrenzt werden soll. Sie wird wohl durch Saatgutverunreinigungen ausgebreitet.

## Taxonomie
Die Erstveröffentlichung von Salvia aethiopis erfolgte 1753 durch Carl von Linné in Species Plantarum, Tomus I, S. 27. Das Artepitheton aethiopis bedeutet „aus Äthiopien“, aber sie kommt überhaupt nicht in Afrika vor. Synonyme für Salvia aethiopis L. sind: Aethiopis vera Fourr., Sclarea aethiopis (L.) Mill., Sclarea lanata Moench, Salvia idanensis Gand., Salvia kochiana Kunze, Salvia lanata Stokes nom. illeg., Salvia leuconeura Boiss.

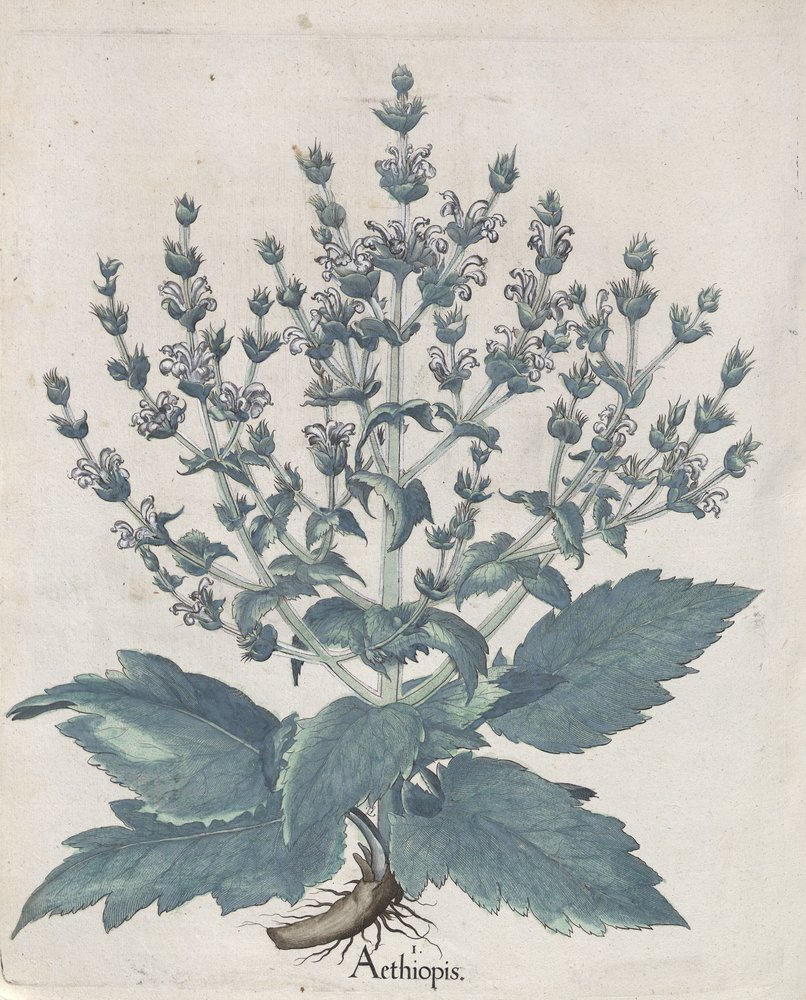
Illustration aus Hortus Eystettensis, 1613

## Nutzung
Noch um 1840 scheint Salvia aethiopis in der Nordschweiz als Heilmittel in Apothekergärten im Gebrauch gewesen zu sein.

## Weiterführende Literatur
- Radhakrishnan Srivedavyasasri, Miriah B. White, Tatyana S. Kustova, Nadezhda G. Gemejiyeva, Charles L. Cantrell, Samir A. Ross: New tetranorlabdanoic acid from aerial parts of Salvia aethiopis. In: Natural Product Research, Volume 32, 2018, S. 14–17. doi:10.1080/14786419.2017.1324961

- Karte mit allen verlinkten Seiten:
- OSM |
- WikiMap